# إيفان جي. غرينبيرغ
إيفان جي. غرينبيرغ (بالإنجليزية: Evan G. Greenberg)‏ هو رئيس تنفيذي أمريكي، ولد في 1955 في الولايات المتحدة.

## وصلات خارجية
- إيفان جي. غرينبيرغ على موقع إن إن دي بي (الإنجليزية)